# Martres-d'Artière
Martres-d'Artière é uma comuna francesa na região administrativa de Auvérnia-Ródano-Alpes, no departamento Puy-de-Dôme. Estende-se por uma área de 14,89 km². Em 2010 a comuna tinha 2 156 habitantes (densidade: 144,8 hab./km²).